# لوسیانو رومرو
لوسیانو رومرو (انگلیسی: Luciano Romero؛ زادهٔ ۲۸ اوت ۱۹۹۳) بازیکن فوتبال اهل آرژانتین است.
از باشگاه‌هایی که در آن بازی کرده‌است می‌توان به باشگاه فوتبال ریور پلاته اشاره کرد.